# چکیاکو
چکیاکو (به لاتین: Trzeciaków) یک سکونتگاه مسکونی در لهستان است که در Gmina Mełgiew واقع شده‌است.